# Uwe Zimmermann (Fußballspieler, 1962)
Uwe „Zimbo“ Zimmermann (* 11. Februar 1962 in Kronau) ist ein ehemaliger deutscher Fußballtorwart.

## Leben
Zimmermann begann als Jugendspieler beim VfR Kronau und wechselte als Sechzehnjähriger zum SV Waldhof Mannheim, mit dessen A-Jugendmannschaft er 1980 die Deutsche Meisterschaft gewann. In der Saison 1982/83 ersetzte er den bisherigen Stammtorwart Walter Pradt, der sich eine schwere Verletzung zugezogen hatte. Diese Position hatte Zimmermann bis zur Spielzeit 1989/90 inne, die er wegen einer Verletzung fast vollständig verpasste. Seine 215 Spiele für Mannheim bedeuten bis heute Bundesligarekord für den Verein. Es folgten Wechsel zum SC Fortuna Köln und dem VfL Wolfsburg, mit dem ihm 1997 der Aufstieg in die Bundesliga gelang. Nach dem Wechsel 1999 zu Eintracht Braunschweig konnte er dort den Aufstieg in die 2. Bundesliga feiern.
Uwe Zimmermann beendete 2002 im Alter von 40 Jahren seine Laufbahn als Spieler und wurde danach Torwarttrainer bei LR Ahlen. Seit Anfang Januar 2007 war Zimmermann in dieser Funktion für die Sportfreunde Siegen tätig. 2013 wurde er Trainer des SuS Niederschelden.

## Statistik

### Bundesligaspiele
- 215 für den SV Waldhof Mannheim
- 29 für den VfL Wolfsburg

## Erfolge
- DFB-Pokal Finalist: 1995
- Bundesligaaufstieg 1983 und 1997